# Rapport (verslag)

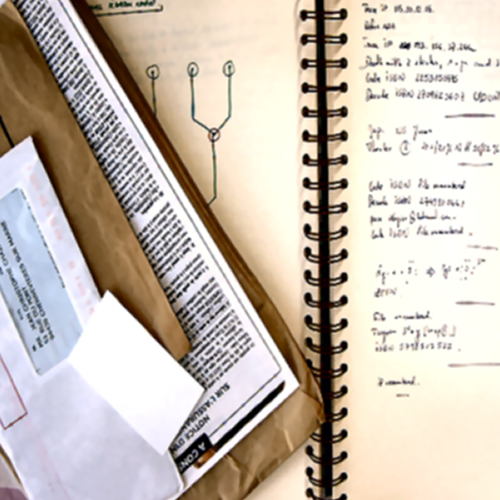
Er zijn allerlei soorten rapportages

 Een rapport is een verslaglegging van een activiteit, gebeurtenis of toestand. Dit verslag wordt, al dan niet na voorafgaand onderzoek, door één of meer rapporteurs gedaan aan een doelgroep, die daartoe doorgaans, maar niet noodzakelijkerwijs, de opdracht heeft gegeven of de wens uitgesproken. 

## Algemeen
De kaders van de verslaglegging kunnen zowel door rapporteurs als door receptanten (doelgroep) zijn bepaald, aan de hand van meer of minder strenge criteria, mede afhankelijk van de doelstelling. De vorm van het rapport kent als varianten: 
- het schriftelijk verslag,
- het mondeling verslag,

In veel gevallen zijn planning en opzet, vormgeving en uitvoering van het rapport aan bepaalde eisen gebonden. In vrijwel alle gevallen worden eisen gesteld aan de kwaliteit van het taalgebruik. Rapporteurs moeten dus over bepaalde vaardigheden beschikken, zoals het formuleren van een heldere probleemstelling, het vinden en beoordelen van de juiste bronnen en methoden en het formuleren van heldere conclusies.

## Mogelijke indeling
Bepaalde soorten rapporten hebben een vaste en soms zelf voorgedrukte opzet, zoals een schoolrapport of schaderapport. In andere gevallen kan men de opzet min of meer zelf bepalen. Een gebruikelijke opbouw van wetenschappelijke eindrapportages is:    
- Voorwoord eventueel met dankwoord
- Inhoudsopgave
- Inleiding en probleemstelling
- Aanpak en analysekader
- Resultaat, discussie en conclusies
- Eventueel aanbevelingen
- Bronvermelding
- Bijlagen, met bijvoorbeeld
- Samenvatting
  - Verklarende woordenlijst
  - Symbolenlijst, indien noodzakelijk

Een rapport kan worden verfraaid met een titelpagina en een omslag. 
In veel gevallen wordt de opzet en indeling van het rapport voorgeschreven door de organisatie, waar het rapport wordt opgesteld.

## Soorten
Men kan allerlei verschillende soorten rapporten onderscheiden, bijvoorbeeld:
- Adviesrapport: verslag van een organisatieadvies.
- Afstudeerverslag: verslag van een afstudeeropdracht.
- Autopsie rapport: rapport van de lijkschouwer (Coroner's Report) met verslag van een autopsie.
- Auditrapport: verslagen van een interne of externe audit.
- Beoordelingsrapport: type rapport waarin een beoordeling verwerkt is.
- Beproevingsrapport: voor het rapporteren van gecontroleerde onderzoeksresultaten, bv. accreditatie, ISO 17025.
- Bevindingenrapport: de uitkomsten en conclusies van een onderzoek (ook rapport van bevindingen of rapport van feitelijke bevindingen geheten).
- Jaarrapporten: bijvoorbeeld in verband met managementbeoordeling.
- Jaarverslag: verslag van het functioneren van een bedrijf in een afgelopen jaar.
- Kalibratierapport of ijkingsrapport: vergelijking met een referentiestandaard.
- Keuringsrapport: verslag van een of andere keuring.
- Management letter: rapport van de externe accountant aan de raad van commissarissen.
- Milieueffectrapport: verslag van de milieugevolgen van een besluit voordat het besluit wordt genomen.
- Onderzoeksrapport: voor het rapporteren van onderzoeksresultaten.
- Practicumverslag: verslag van een natuurkundige, scheikundige of biologische proef.
- Schaderapport: verslag van een ongeluk of andere schade.
- Technisch rapport: documenten die de resultaten van specifieke onderzoeken beschrijven, zie ook ISRN.
- Uitzonderingsrapportage: rapport waar in alleen melding wordt gemaakt van wat afwijkt van een norm.
- Validatierapport: bevestigen dat het resultaat beantwoordt aan de vraag van de klant.
- Vergaderrapport: letterlijk verslag of notulen van een vergadering.
- Verificatierapport: bevestigen dat een product beantwoordt aan de specificaties en vereisten.
- Wetenschappelijk rapport: rapport van een wetenschappelijk onderzoek.